# منشأة سيف النصر
قرية منشاة سيف النصر هي إحدى القرى التابعة لمركز أطسا في محافظة الفيوم في جمهورية مصر العربية. حسب إحصاءات سنة 2006، بلغ إجمالي السكان في منشاة سيف النصر 4904 نسمة، منهم 2552 رجل و2352 امرأة.